# Ira Katznelson
Ira Katznelson (Nueva York, 1944) es un politólogo e historiador estadounidense, catedrático en la Universidad de Columbia.

## Biografía
Nacido en el Bronx, obtuvo su Bachelor of Arts en la Universidad de Columbia en 1966, doctorándose tres años después en la universidad británica de Cambridge.
Ocupa la cátedra Ruggles de Ciencia política e Historia de la Universidad de Columbia y es el presidente del Social Science Research Council.  Fue profesor en la Universidad de Chicago y en la New School for Social Research. Sus líneas de investigación en política comparada y teoría política se centran en las desigualdades, los conflictos raciales, las clases sociales y el concepto de ciudadanía dentro del estado liberal, sobre todo en el marco de los Estados Unidos.
Fue presidente de la Asociación Americana de Ciencia Política durante 2005 y 2006, y es miembro de la Academia Estadounidense de las Artes y las Ciencias y de la American Philosophical Society. Ha escrito o coescrito numerosos libros, entre los que se encuentran Black Men, White Cities; Race, Politics, And Migration In The United States, 1900-30 and Britain, 1948-68 (1973), City Trenches: Urban Politics And The Patterning Of Class In The United States (1981), The Politics of Power: A Critical Introduction to American Government (junto con Mark Kesselman y Alan Draper) y Fear itself: the New Deal and the origins of our time (2014) galardonado con el Premio Bancroft.